# Yamada Shuhei
Shuhei Yamada (sinh ngày 22 tháng 4 năm 1993) là một cầu thủ bóng đá người Nhật Bản.

## Sự nghiệp câu lạc bộ
Shuhei Yamada đã từng chơi cho Fujieda MYFC.